# 中國六大茶類
中國六大茶類，也稱為六大茶系，是中國茶的一種分類法，根據發酵程度，製作過程以及茶湯顏色，將中國茶分為六個基本類型，分別為綠茶、黃茶、黑茶、青茶、白茶和紅茶。這個分類法最早由中國學者陳椽在1979年提出，在2023年成為ISO國際標準。

## 概論
中國茶發展很早，在1949年中華人民共和國建國後，歷經改革開放，中國安徽農業大學教授陳掾，於1979年發表〈茶叶分类理论与实践〉，提出了六大分類。經由中國農業部的推廣，2018年頒布〈茶叶化学分类方法〉，成為中國國家標準。於2023年成為ISO國際標準。

## 分類
陳掾根據茶多酚氧化程度與黃烷醇含量，區分出六大茶類。